# I’m Shipping Up to Boston
I’m Shipping Up to Boston ist ein Song, der von Folk-Sänger Woody Guthrie und der Folk-Punk-Band Dropkick Murphys geschrieben wurde. Er wurde 2005 auf dem Album der Band The Warrior’s Code veröffentlicht. Das Stück behandelt die Geschichte eines Seemanns, der in Boston verzweifelt nach seinem Holzbein sucht.

## Verwendung bei Sportveranstaltungen
Der Song findet bis heute Verwendung in vielen verschiedenen Sportarten, wie Eishockey, Basketball und Baseball. Viele NHL-Teams verwenden diesen Song als Zeichen für ein anstehendes Powerplay. Unter ihnen sind die Boston Bruins, Buffalo Sabres, Detroit Red Wings und die New York Rangers. Die Anaheim Ducks, Los Angeles Kings, Minnesota Wild und die Vancouver Canucks spielen den Song regelmäßig während der Spiele ein. Die Philadelphia Flyers und die Chicago Blackhawks verwenden ihn zu Beginn einer Overtime-Periode.
Die Boston Celtics spielten den Song während ihrer Timeouts im NBA-Finale 2008. Zusätzlich spielten die Celtics und die Chicago Bulls diesen Song nach jeweiligen Heimsiegen in den ersten Runden der NBA Playoff-Serie 2009. Die Boston Red Sox spielten den Song, als Pitcher Jonathan Papelbon während der Saison 2007 ins Spiel kam. Während der Saison 2007 tanzte Papelbon zu dem Song, nachdem sich seine Mannschaft den American-East-Titel gesichert hatte und mit einem Sieg gegen die Cleveland Indians einen World-Series-Platz erreichte.
Die Boston College Eagles spielen das Stück vor einem Heimspiel; eine Marching Band interpretiert es während des Spiels. Die Pep Band der Boston University  spielt den Song vor jedem Hinrundenbeginn im eigenen Stadion. Außerdem läuft das Team zu diesem Song in das Stadion ein. Der Song wird außerdem direkt vor den Spielen der Männer-Hockeymannschaft der Northeastern University gespielt sowie vor den Heimspielen von Iowa im Kinnick Stadium. Des Weiteren wird der Song zu Beginn eines jeden Heimspiels der Männermannschaft der Eastern Washington University eingespielt.
Außerdem ist er die Tor-Melodie der in der American Hockey League spielenden Toronto Marlies. Die Milwaukee Admirals verwenden das Lied in einem Video, das die Teamgeschichte zum Jubiläum in der Saison 2010/2011 zeigt. Die New York Jets spielen diesen Song vor jedem Anstoß. Die Boston Blazers spielen dieses Lied während der Halbzeitpause. Die SpVgg Fürth präsentiert zu einer fränkischen Coverversion des Liedes die Mannschaftsaufstellung.

## Weitere Verwendung
- Der Song wurde 2012 von Children of Bodom gecovert und ist auf der Compilation Children Of Bodom - Holiday At Lake Bodom (15 Years Of Wasted Youth) vertreten.
- Er ist die Titelmusik im US-Thriller Departed – Unter Feinden.
- Der Titel findet in der Simpsons-Episode The Debarted – Unter Ratten Verwendung.
- Der Song wird während eines Manöverflugs der Blue Angels gespielt.
- Das Lied findet in dem Konsolenspiel NHL 11 Verwendung.
- Das Lied wird als Titelsong für die dänische Stand-up-Comedy Show Comedy Fight Club auf TV2 Zulu verwendet.
- Der Titel taucht in einer Episode der Serie Alle hassen Chris auf.
- Das Lied wird in dem Film Zwei vom alten Schlag bei Kids Einmarsch in den Ring gespielt.
- Das Lied wird als Intro bei den Liveauftritten des Nitro Circus und während der Vorstellung der einzelnen Fahrer gespielt.
- In der amerikanischen Serie Rizzoli & Isles dient der instrumentale Teil des Lieds als Intro.